# المنظمة الدولية للأخشاب الاستوائية
المنظمة الدولية للأخشاب الاستوائية (بالإنجليزية: International Tropical Timber Organization، واختصارًا ITTO) هي منظمة حكومية دولية تعزز الحفاظ على موارد الغابات الاستوائية وإدارتها واستخدامها وتجارتها على نحو مستدام.

## منظمة
أُنشئت المنظمة بموجب الاتفاق الدولي للأخشاب المدارية (ITTA) ، الذي رعاه مؤتمر الأمم المتحدة للتجارة والتنمية وتم التصديق عليه في عام 1985. وقد تم تجديد ولايتها بموجب الاتفاق الدولي للأخشاب المدارية لعام 1994 ومرة أخرى بالاتفاق الدولي للأخشاب المدارية لعام 2006، الذي يهدف إلى تعزيز الإدارة المستدامة والحصاد القانوني للغابات التي تنتج الأخشاب المدارية أو الاستوائية، وتعزيز توسيع وتنويع تجارة الأخشاب الدولية من هذه الغابات.
مجلس الإدارة هو المجلس الدولي للأخشاب المدارية (ITTC). تم تخصيص نصف الأصوات على مجلس الإدارة للدول المنتجة والنصف الآخر للمستهلكين. داخل كل كتلة، يتم تعيين الأصوات على أساس حصة السوق.

## الولاية والأنشطة
كانت المنظمة الدولية للأخشاب الاستوائية في البداية منظمة للسلع الأساسية، تنظم التجارة الدولية في الأخشاب الاستوائية. وذكر التفويض الأصلي الحفظ لكنه لم يعط أي تفاصيل. في عام 1990 اقترح مجلس الإدارة أنه بحلول عام 2000 ستأتي جميع صادرات الأخشاب الاستوائية من مصادر تدار على نحو مستدام، وتم اعتماد هذا الهدف. في عام 1987 كلفت المنظمة الدولية للأخشاب المدارية معهد هارفارد للتنمية الدولية بإعداد استعراض للمعرفة الحالية بإدارة الاستخدامات المتعددة للغابات الاستوائية . ومما يثير الاهتمام إمكانات المنتجات والخدمات الحرجية غير الخشبية التي يمكن أن تساعد في استدامة الغابات. أكملت المنظمة الدراسة في عام 1988 وأصدرت إصدارات محدثة في 1990 و1992.
تنشر المنظمة الدولية للأخشاب الاستوائية نشرة إخبارية ربع سنوية، تحديث الغابات الاستوائية ( ISSN 1022-5439)، وهي متاحة أيضًا عبر الإنترنت.